# Aksel Jørgensen (maler)
 Der er flere personer med dette navn, se Aksel Jørgensen.
 Karl Axel (Aksel) Jørgensen (3. februar 1883 i København – 9. juni 1957 sammesteds) var en dansk autodidakt postimpressionissionistisk og socialrealistisk maler og grafiker. Han var direktør for Det Kongelige Danske Kunstakademi 1930-1953.

## Ungdom
Hans forældre var mekanikeren Mathias Jørgensen og Maren født Christensen. Jørgensen beskrev senere sine forældres hjem som meget beskedent, men harmonisk. Som mange af tidens arbejderfamilier boede familien på en meget lille plads i en toværelses lejlighed uden sanitære faciliteter. Som fireårig blev Jørgensen alvorligt syg af en mellemørebetændelse, hvis langsigtede konsekvenser påvirkede hele hans liv. Som 12-årig kom han til en familie uden for hovedstaden som "feriebarn".
En dreng på samme alder, hvis far var malermester, gav ham en lille trækasse med pulvermaling. Blandet med vand var dette hans første "akvarelkasse". Han og hans fætre arrangerede trylleshow på loftet i deres forældres hus. Pengene han tjente var nok til at købe den første rigtige malerkasse. Som 14-årig afsluttede han skolen og begyndte sin læretid hos sin mester Marcussen.
Uddannelsen omfattede maling af hegn, vinduer og døre samt undervisning på "Teknisk Selskabsskole", hvor han blandt andet lærte dekorativ maling. Som malersvend fortsatte han med at gå på denne tegneskole om aftenen fra 1901.

## Tidligt arbejde 1905-1914
I 1905 overgik Jørgensen som 22-årig til en privat tegneskole, som han gik på om aftenen efter skoletid. Der mødte han en jævnaldrende kunsthandler, Martin Grosell, som købte nogle af hans malerier og lovede at købe flere værker i fremtiden. Om aftenen den dag fik Jørgensen endnu en alvorlig mellemørebetændelse og måtte opereres. Tilbage var en let lammelse af ansigtsmusklerne, som han skjulte med skægget. I løbet af sygdomsugerne modnedes beslutningen til i fremtiden kun at leve med, for og af kunst, som han gennemførte efter hjemkomsten fra hospitalet mod forældrenes vilje.
Jacob Hegel, direktør for det største danske forlag Gyldendahl, bestilte Jørgensens miljøstudier til at lave en særlig undersøgelse af "Holmensgade" i den gamle bydel i København. Malerierne blev skabt under de mest primitive forhold uden eget atelier. Vold, prostitution og alkohol var dagens orden der. I første omgang blev Jørgensen set kritisk på af beboerne. Efterhånden blev det dog accepteret og værdsat. Et af Aksel Jørgensens hovedværker, maleriet Pigernes Minde fra 1907, er permanent udstillet på Arbejdermuseet.
Under et dansearrangement mødte han blomsterbinderen Christine Carlsen; de to blev hurtigt et par. Hun var tjenestepige for lærerfamilien Senstius og introducerede dem for sin forlovede. Gennem sin familie fik han adgang til litteratur, musik og mange vigtige personligheder. Venskabet med familien varede livet ud. Jørgensen debuterede på den gratis kunstudstilling "Den Frie Udstilling" i 1908.
I 1909 udstillede han sammen med kunstnergruppen "De Tretten", og præsenterede sine yndlingsemner som prostituerede og nødlidende mennesker, der boede i nedrevne bygninger i Københavns fattigste kvarterer, og vakte derved pressens opmærksomhed. Han var også kendt for sine stik, der er kendetegnet ved store områder med lys og skygge og brug af trækorn, som i hans portræt af forfatteren Jens Pedersen (1908).
Jørgensen var selv en engageret socialist. Sammen med Storm P. grundlagde han i 1908 det samfundskritiske satireblad Gnisten og udgav nogle af sine skitser. I en alder af 26 kom det endelige gennembrud på en udstilling, hvor han viste omkring 100 billeder. De efterfølgende værker blev formet af møder med Edvard Munch og Henrik Lund. Fra nu af arbejdede han mere med spatelen. "Formen, konturerne er vigtigere for mig end detaljen," skrev han i et brev.
I 1909 mødte Jørgensen kroejeren Lorry Feilberg. Han fik ideen om at udsmykke sit etablissement til ære for den danske digter Holger Drachmann med malerier, der gengiver tekster, temaer og karakterer fra Drachmanns værker. Midt i arbejdet giftede Aksel og Christine sig den 9. oktober 1910. Deres datter Rut blev født den 4. marts 1911. Selvom Lorry Feilberg betalte et forskud, var det svært at brødføde kone og barn. I 1912 bestilte den berømte danske kunstsamler og succesrige kornhandler Christian Tetzen-Lund adskillige værker til sin villas spisestue. Jørgensens tidlige arbejde er stærkt præget af impressionisme, inspireret af Cézanne.
I september 1913, efter næsten fire år, åbnede restauranten "Drachmanns Kroen" endelig og vakte opsigt. Året efter var der en strid mellem Feilberg og Jørgensen, som følte sig snydt for sin løn. Konflikten fik Jørgensen til at få et nervøst sammenbrud. Han faldt i en dyb fire-årig kreativ krise og trak sig stærkt tilbage. Tetzen-Lund hjalp familien ved at lade dem bo i hans forskellige huse ved kysten og i Jylland. Med hjælp fra Tetzen-Lund købte Jørgensen et hus i Kongens Lyngby, en forstad til København. Især udtryksfulde selvportrætter blev skabt i denne periode.

## Senarbejde og undervisning 1920-1953
Jørgensen blev i 1920, 37 år gammel, udnævnt til professor i maleri ved Det Kongelige Kunstakademi i København. Han var den yngste professor og den eneste uden akademisk eller kunstnerisk uddannelse. I denne periode fokuserede han på komposition af farve og perspektiv til brug i stilleben og figurmalerier. Hans malestil blev mere abstrakt og ekspressionistisk. Vigtige offentlige arbejder for studenterkollegiet "Studentergaarden" (1921-23), biografen "Vesterbros Bio" (1942, ?Saga) og "Arbejdermuseet" (1955) blev til. I 1930 udkom værker sammen med Käthe Kollwitz, George Grosz og Hugo Gellert i et separat nummer af kunstavisen Social Kunst, udgivet af Mondes Verlag.
Jørgensen udførte også en lang række portrætopgaver, blandt andet i Folketinget af den socialdemokratiske politiker Frederik Borgbjerg fra 1949 og af Hans Hedtoft i vandrehallen på Christiansborg fra 1956. I 1935 blev han medlem af "Den Frie Udstilling", et alternativt udstillingsforum. Inden for akademiet stiftede Jørgensen − der nu i høj grad helligede sig grafikken − Den Grafiske Højskole. Hans mest omfattende projekt var omkring 50 illustrationer til Adam Oehlenschlägers værk Nordens Guder, som begyndte i 1914 og blev afsluttet i 1928.
Det tog Jørgensen mange år at gravere de træsnit, som flere af hans elever var med til at gravere. Værket blev opfattet som meget splittet af kunstkritikere. Den største anerkendelse kom fra et brev fra Paul Signac, som roste værket meget. Udvalg af det store værk (A3-format, 40 sider) blev vist på verdensudstillingen i 1925 i Paris. I 1930, ti år efter udnævnelsen til professor, blev Jørgensen enstemmigt valgt som direktør for Akademiet. Familien flyttede ind i den usædvanligt rummelige embedsbolig i Charlottenborg Slot lige ved siden af Det Kongelige Teater.
I sin funktion som akademileder lærte Jørgensen det 20. århundredes førende malere som Franz Marc, Paula Modersohn-Becker, Paul Klee, Otto Dix og Emil Nolde samt hans danske hustru Ada at kende. Han mødte også den indiske digter R. Tagore. På sin 70 års fødselsdag i 1953 gjorde kong Frederik ham til "Ridder af Dannebrog". Efter 33 år sluttede sit arbejde på Akademiet. I 1955 blev Jørgensen bedt om at lave et stort museum for sin afdøde malerkollega og ven J.F. Willumsen, der åbnede i 1957, og han blev dets museumsdirektør. Den 9. juni 1957 fik Jørgensen et hjerteanfald og døde 74 år gammel.

## Undervisningen og den grafiske skole
Jørgensen var professor ved Det Kongelige Danske Kunstakademi fra 1920 til 1953 og havde en stor indflydelse på især dansk grafik. Han etablerede i udnævnelsesåret den grafiske skole inden for akademiet og opfordrede sine elever til at observere tendenser i hele Europa og understregede vigtigheden af linjer og geometriske figurer. Han var derfor af den opfattelse, at naturen er bygget op af et strengt formelt, geometrisk system. Der blev derfor lagt særlig vægt på sammensætningen af naturperspektiver.
Jørgensen var også en uortodoks lærer, der tidligt undgik den komplekse optagelsesproces på akademiet og tog ansøgere op som studerende på baggrund af det arbejde, han havde forelagt. Det eneste krav var en gymnasieeksamen. Eleverne var både modeller og hjælpere med det arbejde, der skulle udføres i studiet. Jørgensen var livslang socialist og fortaler for almen kunst, ikke kun den smukke. Kunst bør derfor afspejle virkeligheden ufiltreret, altså uden slør. Denne holdning var også afgørende for hans undervisning. Blandt hans elever var så forskellige kunstnere som Asger Jorn, Albert Mertz, Bjørn Wiinblad, Gerhard Sausmark, Ib Spang Olsen, Palle Nielsen, Ruth Smith og Erling Frederiksen. Aksel Jørgensens grafiske værk vandt tidligt stor anerkendelse. Hans træsnit og raderinger fra omkring 1910 skabte grundlaget for det tyvende århundredes danske grafiske kunst.

## Udstillinger
Denne liste er ufuldstændig; hjælp gerne med at udfylde den.
- 1908 Kunstnernes Efterårsudstilling
- 1909-10 De trettens udstilling
- 1915-16 Charlottenborg Forårsudstilling
- 1916-20 New York, Rom, Paris
- 1959 Fyns Stiftsmuseum
- 1968 Hørsholm Kunstforening
- 1973 Kunst og Bolig Odsen (?)
- 1983 Silkeborg Kunstmuseum
- 1984 Skovgaard Museet, Viborg
- 1990 Taksigelseskirken, København
- 1994 Munkeruphus, Dronningmølle

## Museer
Jørgensens værker er erhvervet af flere danske og internationale museer. Med omkring 100 værker er den største samling af malerier, træsnit og tegninger på Museum Jorn i Silkeborg, museum for maleren Asger Jorn, som var elev af Jørgensen. Museet Jorn rummer også et Aksel Jørgensen-arkiv med talrige skitser, fotografier og korrespondance. Samlingen blev væsentligt udvidet gennem indkøb af værker af museumsdirektør Troels Andersen. Skagens Museum har også en stor samling. Mange af værkerne er doneret af kunstsamleren Christian Tetzen-Lund.
- Skagens Museum
- Oslo Nationalgalleri
- British Museum
- Kunsthalle Kiel (de)
- Statens Kunstmuseum København
- Moderna Museet Stockholm
- Trapholt Museu
- Louisiana Museum of Modern Art
- Arbejdermuseet København

## Udmærkelser
Aksel Jørgensen blev Ridder af Dannebrog i 1926, Dannebrogsmand i 1933 og Kommandør af 2. grad 1943.
Han er begravet på Sorgenfri Kirkegård.
| - Fotografier - Portrætfoto, 1909 Museum Jorn - I atelieret Carit Etlarsvej 10, Valby/Frb. Ca. 1911 - I atelieret. Ca. 1911 - Ca. 1940 - Ca. 1945 |

| - Træsnit af Aksel Jørgensen - Portræt af Vilhelm Wils, 1908. - Portræt af Jens Petersen, 1908. - Kvinde på skødet, 1908. - Julestemning, 1909 - På gaden / regnvejr, 1909 |

| - Andre værker af Aksel Jørgensen - Pigernes Minde, 1907. Arbejdermuseet - Holger Drachmanns begravelsesfølge. 1908, Skagens Kunstmuseum - Skitse til Drachmann kommer til Himmeriges Kro, 1911. Museum Jorn Silkeborg. |

| - Christian Tetzen-Lund med familie, 1912 Kunsten Museum of Modern Art Aalborg - Den spedalske. Taksigelseskirken, 1925-27 - Adam Oehlenschläger: Nordens Guder Forside, 1928 - Adam Oehlenschläger Nordens Guder Illustration, 1928 |